# Joaquín González (futbolista)
Joaquín González (Perico Negro, Puerto Tejada, Colombia, 26 de octubre de 1945), más conocido como Pelé González, es un exfutbolista colombiano. Jugaba como lateral izquierdo aunque en ocasiones también actuaba como delantero.

## Trayectoria
En el 1964 fue campeón con la selección del Cauca del torneo de la Difutbol. Allí llamó la atención del Deportivo Cali con el cual estuvo un año. Luego de no tener oportunidad con el Cali llega a Manizales donde fue titular indiscutible desde el comienzo hasta el final de su contrato siendo el goleador del equipo jugando como defensor y en ocasiones delantero. Tras la buena imagen que mostraba con el blanco blanco el doctor Gabriel Ochoa Uribe gestionó su llegada a Millonarios con el cual fue campeón y subcampeón, logró disputar 2 copas libertadores, debido a su nivel fue convocado a la selección colombiana por primera vez, según por propias palabras de Joaquín sus mejores años como futbolistas los vivió con el cuadro embajador. 
Para 1975 llega a Barranquilla y ficha con el Junior donde pasó sin pena ni gloria disputando 7 partidos en 2 años, para 1977 llega a Cúcuta donde se repitió la historia de Junior, para 1978 es fichado por el Deportes Tolima donde recuperó su nivel jugando casi todos los partidos de la temporada pero ese mismo año decide colgar los botines y le dice no más al fútbol profesional.

## Clubes
| Club                   | País     | Año         |
| ---------------------- | -------- | ----------- |
| Deportivo Cali         | Colombia | 1966        |
| Once Caldas            | Colombia | 1967 - 1970 |
| Millonarios            | Colombia | 1971 - 1974 |
| Junior de Barranquilla | Colombia | 1975 - 1976 |
| Cúcuta Deportivo       | Colombia | 1977        |
| Deportes Tolima        | Colombia | 1978        |

## Palmarés

### Como jugador
| Título           | Club           | País     | Año  |
| ---------------- | -------------- | -------- | ---- |
| Primera División | Deportivo Cali | Colombia | 1966 |
| Primera División | Millonarios    | Colombia | 1972 |